# Нобас
Нобас — карфагенянин, живший в IV веке до н. э.
Имя Нобаса, сына Гасдрубала, известно из надписи из Фив, датируемой шестидесятыми годами IV века до н. э. В ней Нобас, пунийское имя которого, по мнению Ю. Б. Циркина, было Ганнибал, а по мнению Декстера Ойоса — Набал, объявляется проксеном и «благодетелем» беотийцев. Нобасу было даровано право на владение недвижимостью и освобождение от уплаты налогов. Также ему в случае войны предоставлялось возможность получения убежища как на суше, так и на море, хотя, как отметил Ю. Б. Циркин, Фивы не были морским городом. Причины издания такого декрета точно неизвестны. По предположению российского исследователя, Нобас в качестве торгового представителя Карфагена мог снабдить греческий полис хлебом, и беотийцы были заинтересованы в контактах с пунийцами. По мнению В. Хусса, Нобас мог оказать содействие жителям Фив в постройке флота, что соответствовало интересам обеих сторон, имеющих в качестве общего врага Спарту.